# Macrodactylus nitidicollis
Macrodactylus nitidicollis är en skalbaggsart som beskrevs av Blanchard 1850. Macrodactylus nitidicollis ingår i släktet Macrodactylus och familjen Melolonthidae. Inga underarter finns listade i Catalogue of Life.